# Jean Gottfried Laeuffer
Jean Gottfried Laeuffer est un chef d'entreprise suisse né le 9 octobre 1793 à Carouge et mort à Annecy le 25 juin 1874.
Il fut directeur et propriétaire d'une filature, la Manufacture de coton d'Annecy fondée en 1804 avec plusieurs centaines d'ouvriers et plus d'un millier dès 1811 qui, de 1833 jusqu'au début du XXe siècle, fut de loin la plus grosse entreprise de toute la Savoie.